# Vol de nuit (émission de télévision)
Pour les articles homonymes, voir Vol de nuit (homonymie).
Vol de nuit est une émission littéraire diffusée sur TF1 et présentée par Patrick Poivre d'Arvor entre 1999 et 2008. 
La première de Vol de nuit a eu lieu le 16 octobre 1999, date à laquelle elle a succédé à Ex-libris, autre émission littéraire animée par Patrick Poivre d'Arvor.
Vol de nuit s'arrête le 16 juin 2008 au départ de Patrick Poivre d'Arvor de TF1 et est remplacée à partir du 7 octobre par l'émission Au Field de la nuit présentée par Michel Field.
Le titre de l'émission est un hommage au roman Vol de nuit d'Antoine de Saint-Exupéry.